# Олекса Новаківський (срібна монета)
«Оле́кса Новакі́вський» — ювілейна срібна монета номіналом 5 гривень, випущена Національним банком України, присвячена художнику, педагогові, одному з найвідоміших українських колористів — Олексі Харлампійовичу Новаківському (1872 — 1935), який заснував у Львові мистецьку школу. Його роботам притаманні віртуозна техніка письма, широкий мазок, смілива експресія.
Монету введено в обіг 28 лютого 2012 року. Вона належить до серії «Видатні особистості України».

## Опис монети та характеристики
| Номінал грн. | Метал            | Маса, г       | Діаметр, мм | Якість виготовлення | Гурт                           | Тираж, штук |
| ------------ | ---------------- | ------------- | ----------- | ------------------- | ------------------------------ | ----------- |
| 5            | срібло 925 проби | 15,55 / 16,81 | 33,0        | пруф                | гладкий із заглибленим написом | 3 000       |

### Аверс
На аверсі монети розміщено: угорі малий Державний Герб України та праворуч напис півколом «НАЦІОНАЛЬНИЙ БАНК УКРАЇНИ», пам'ятку архітектури — будинок, у якому жив і працював художник, унизу — номінал «5 ГРИВЕНЬ» та рік карбування монети «2012».

### Реверс
На реверсі монети стилізовано зображено портрет художника — фрагмент роботи О. Новаківського «Автопортрет з дружиною» 1910 р., угорі півколом розміщено напис «ОЛЕКСА НОВАКІВСЬКИЙ», ліворуч унизу роки життя — «1872/1935».

## Автори

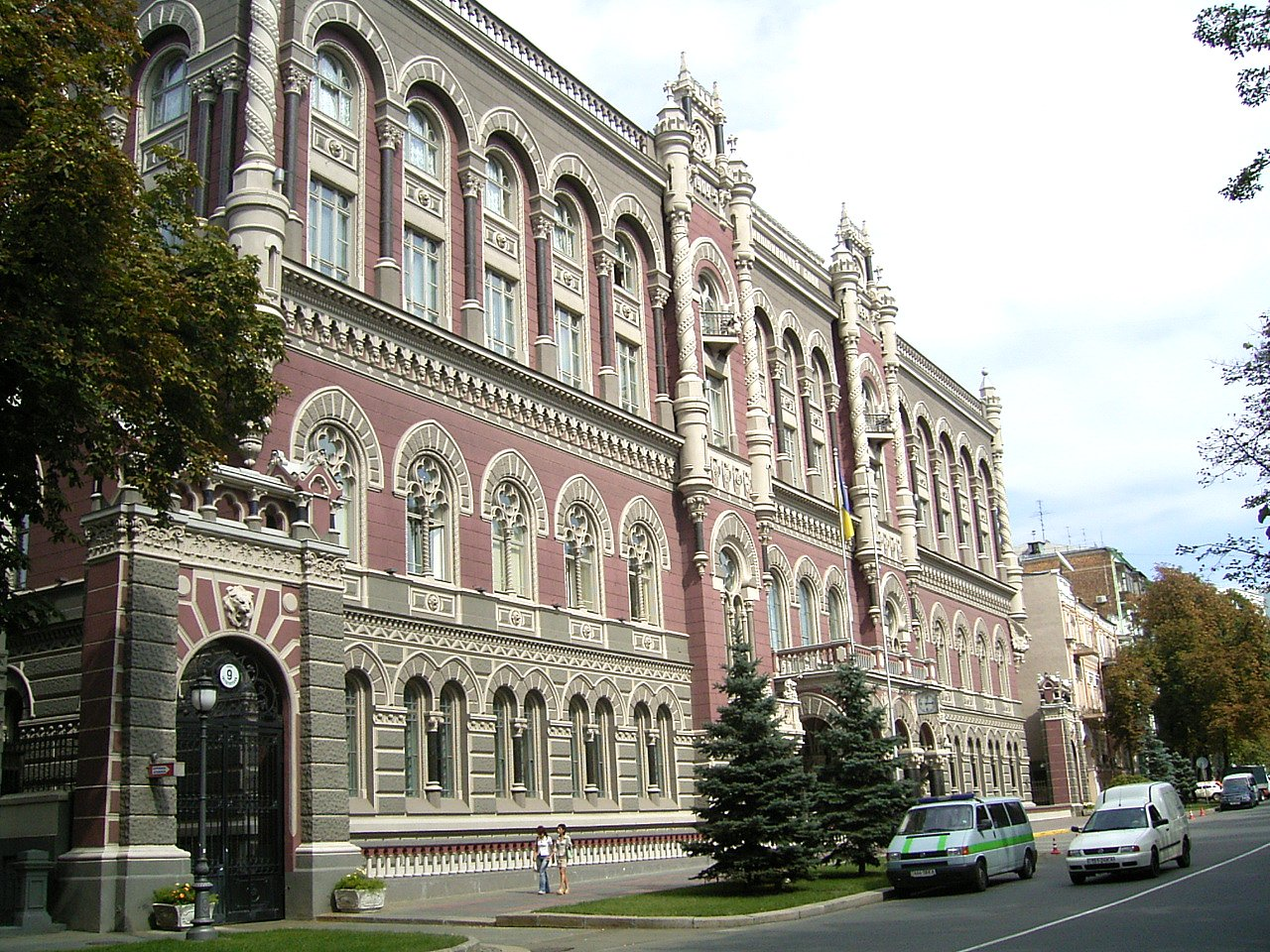
Будівля Національного банку України

- Художники: Таран Володимир, Харук Олександр, Харук Сергій.
- Скульптори: Атаманчук Володимир, Чайковський Роман.

## Вартість монети
Ціну монети — 390 гривень, встановив Національний банк України у період реалізації монети через його філії 2012 року.
Фактична приблизна вартість монети, з роками змінювалася так:
| Рік        | 2012 | 2013 | 2014 | 2015 | 2016 | 2017 | 2018 | 2019 | 2020 | 2021 | 2022 | 2023  | 2024  | 2025  |
| ---------- | ---- | ---- | ---- | ---- | ---- | ---- | ---- | ---- | ---- | ---- | ---- | ----- | ----- | ----- |
| Ціна, грн. | 450  | 420  | 350  | 350  | 400  | 450  | 470  | 450  | 430  | 560  | 650  | 1 000 | 1 550 | 1 600 |